# Areca camarinensis
Areca camarinensis är en enhjärtbladig växtart som beskrevs av Odoardo Beccari. Areca camarinensis ingår i släktet Areca och familjen Arecaceae. Inga underarter finns listade i Catalogue of Life.